# Чиуауа (муниципалитет)
Чиуауа (исп. Chihuahua) — муниципалитет в Мексике, штат Чиуауа с административным центром в одноимённом городе. Численность населения, по данным переписи 2010 года, составила 819 543 человека.

## Общие сведения
Название Chihuahua с языка тараумара можно перевести как сухое или песчаное место, однако, существуют и другие варианты, например с языка науатль название можно перевести как место слияния рек.
Площадь муниципалитета равна 8382 км², что составляет 3,39 % от общей площади штата, а наивысшая точка — 2137 метров, расположена в поселении Кумбрес-де-Махалька.
Он граничит с другими муниципалитетами штата Чиуауа: на севере с Аумадой, на востоке с Альдамой, Акилес-Серданом и Росалесом, на юге с Сатево, на западе с Санта-Исабель, Рива-Паласио, Намикипой и Буэнавентурой.

## Учреждение и состав
Муниципалитет был образован в 1825 году, в его состав входит 304 населённых пункта, самые крупные из которых:
| Код INEGI | Населённый пункт                                                                       | Численность населения (2005 год) | Численность населения (2010 год) |
| --------- | -------------------------------------------------------------------------------------- | -------------------------------- | -------------------------------- |
| 019       | Всего                                                                                  | 758791                           | 819543                           |
| 0001      | Чиуауа (исп. Chihuahua) 28°38′07″ с. ш. 106°05′20″ з. д.                               | 748518                           | 809232                           |
| 0300      | Эль-Саус (исп. El Sauz) 29°02′55″ с. ш. 106°15′09″ з. д.                               | 1541                             | 1499                             |
| 0490      | Сан-Исидро (Лос-Ойос) (исп. San Isidro (Los Hoyos)) 28°52′40″ с. ш. 106°14′04″ з. д.   | 628                              | 952                              |
| 0276      | Нуэва-Делисьяс (исп. Colonia Nuevas Delicias) 29°04′22″ с. ш. 106°15′05″ з. д.         | 722                              | 704                              |
| 0268      | Лабор-де-Террасас (исп. Labor de Terrazas (Portillo)) 28°34′51″ с. ш. 106°08′28″ з. д. | 313                              | 418                              |
| 0253      | Эль-Чарко (исп. El Charco) 28°25′07″ с. ш. 106°09′37″ з. д.                            | 263                              | 404                              |
| 0243      | Ла-Касита (исп. La Casita) 28°13′03″ с. ш. 106°06′54″ з. д.                            | 333                              | 364                              |

## Экономика
По статистическим данным 2000 года, работоспособное население занято по секторам экономики в следующих пропорциях: сельское хозяйство, скотоводство и рыбная ловля — 2 %, промышленность и строительство — 38,7 %, сфера обслуживания и туризма — 55,4 %, прочее — 3,9 %.

## Инфраструктура
По статистическим данным 2010 года, инфраструктура развита следующим образом:
- электрификация: 99,6 %;
- водоснабжение: 98 %;
- водоотведение: 98,8 %.

## Фотографии

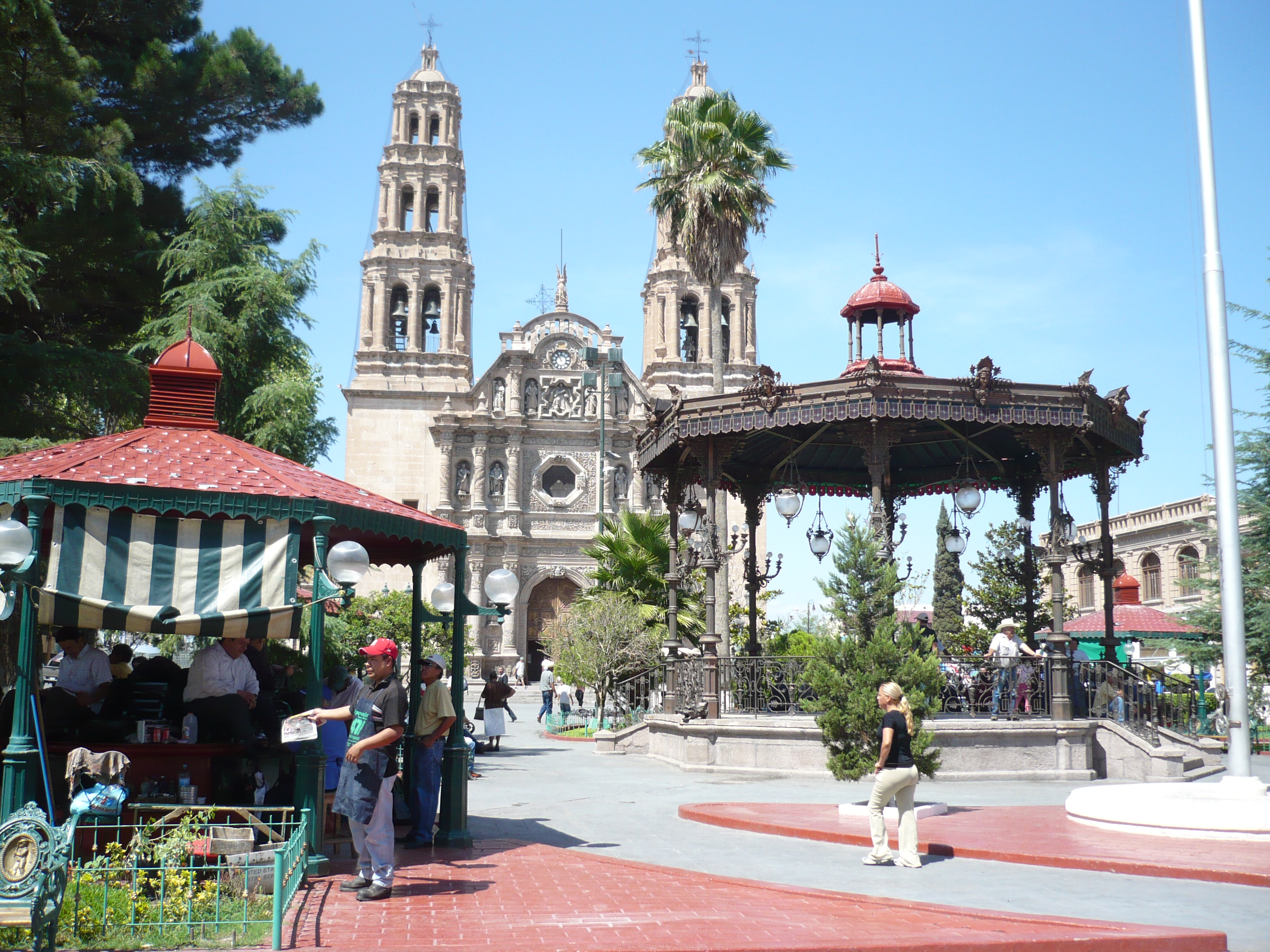
Центральная площадь и кафедральный собор в городе Чиуауа
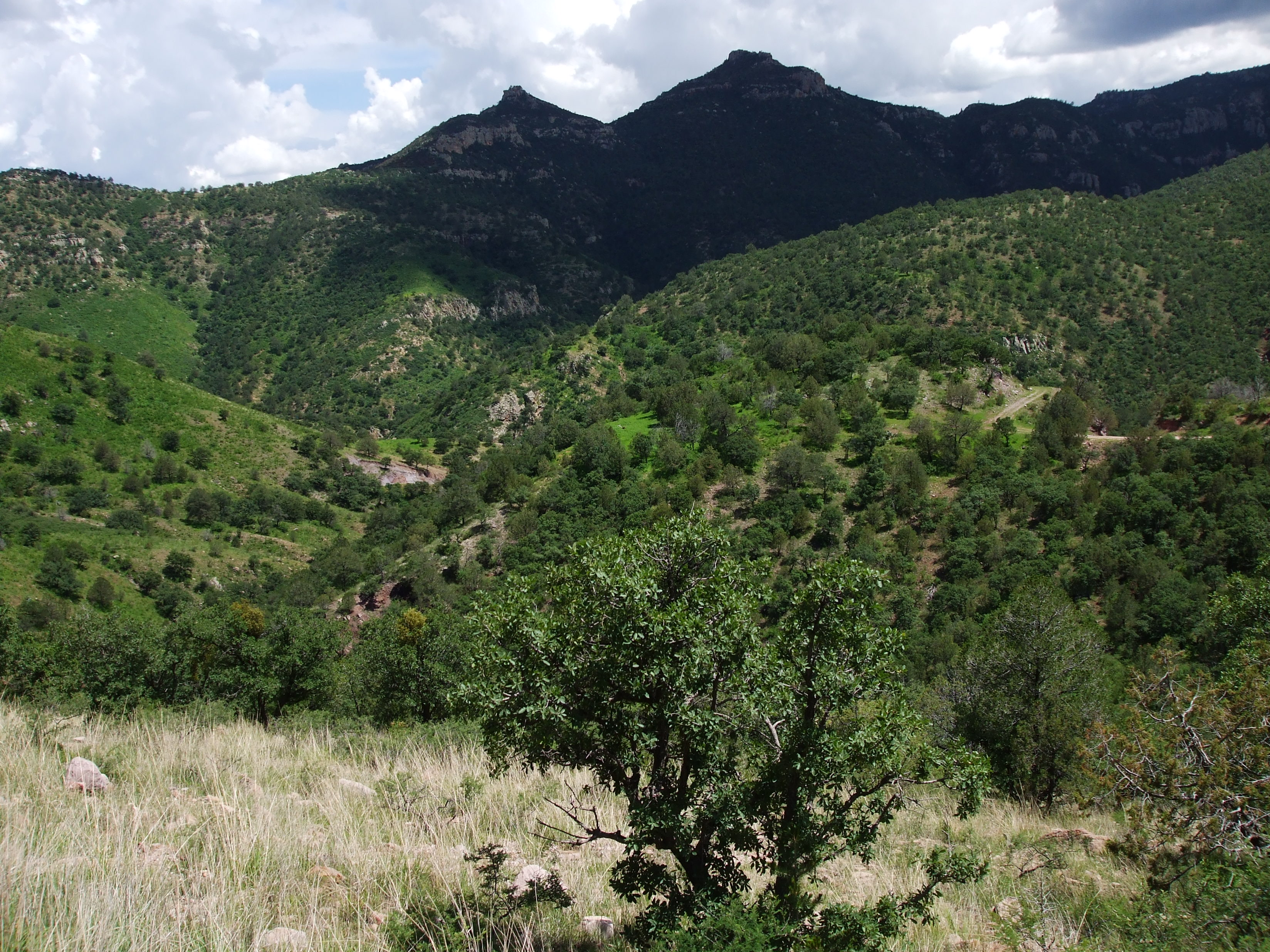
Национальный парк Махалька